# ペアレント・トレーニング
ペアレント・トレーニング (parent training)、あるいは親訓練（また親訓練プログラム、文字数が短いので以降は親訓練と呼ぶ）は、しつけの仕方を変えるための心理療法プログラムであり、就学前と学齢期の子供の行動的な問題である、攻撃的、活動的すぎる、かんしゃく、指示に従えないといったことを改善するために、親が正の（肯定的な）強化のやり方を学ぶ。WHOのmhGAPガイドラインでは、児童青年の精神障害に推奨されている。
親訓練は、特に反抗挑発症や行為症といった、破壊的な振る舞いのために最も調査された治療法である。子供の破壊的な振る舞いを減らし、親の精神的健康を改善するの効果的である。親訓練は違う状況におかれた子供においても研究されてきた。これまでの研究の限界には、行動変化の仕組みの未解明や、長期的な結果についてデータをとっていないということが挙げられる。親訓練は、親が毎週のセッションに参加できないといった場合には実施が難しくなる。
親訓練は1960年代に、子供の破壊的な振る舞いを親の振る舞いを変えることによって変えようと試みて、児童心理学者が研究し、開発されたものである。そのモデルは、オペラント条件づけと行動分析の原理から着想を得ている。通常は数か月にわたって、親が正の強化のやり方について学ぶことに焦点を当てており、適切な決まりを定め子供が適切な行動をとった時のほめ方や褒美のあげ方、不適切な行動に注目するのをやめるといったことである。

## 技法
不適切なしつけ、親の監督の不十分、一貫性のない決まりごと、親の精神状態、ストレスや薬物乱用は、子供の素行問題が早く生じてくることにつながっている。否定的なしつけのやり方と、子供の否定的な振る舞いとはお互いを呼び起こす「輪」となっており、一方がもう一方の振る舞いを管理しようとして否定的な行動をとることからはじまっている。そうしてお互いに否定的な行動によって反応しあい「どちらかが戦闘に勝利する」まで拡大していくことになる。:161 例えば、子供が面倒な作業を避けるためにかんしゃくを起こすと、親は「やりなさい」と怒鳴って反応して、子供がさらに喚き散らすと、子供の行動は実際には強化されていっている。このように否定的な行動を強化しているパターンを壊して、かわりに親が肯定的な強化を行えるようにするというわけである。
親訓練の方法は手法によって異なるが、ほとんどの親訓練では、子供を観察し、肯定的なものと否定的なものの両方の行動を記録することを教える。これは具体的な目標を設定するため、また子供の変化を観察していくための情報ともなる。:216:166 親は、穏やかに目を見て、具体的で簡潔な指示を伝えるということを学ぶ。:167
親訓練では、子供の適切な振る舞いに、正の（肯定的な）強化をもたらすことを焦点とする。よくあることは、親が適切な行動にご褒美を与えるということも学び、それは社会的なご褒美（褒める、微笑む、抱きしめるといった）から、形のあるご褒美である（ステッカーとか、子供と共に大きな報酬につながるポイント制度を作るといった）。:216 さらに、親は最初に簡単な行動に着目することを学び、大きな目標につながるような、それぞれの小さなステップにご褒美を与えていく。:216:162
また子供の否定的な振る舞いに対応するため、構造化された手法にて適切な限度を決めるよう教える。危険ではないが厄介な振る舞いは、親が気にしないように練習する。困った行動のための、タイムアウトのテクニックの適切な使い方も学び、特定の時間の間は子供を気にしないことである。:128 また、困った行動への反応として、系統立てた方法で、テレビや遊び時間のような子供の特権をなくす方法も学ぶ。こうした手法を心理療法家と一緒になって取り組むことが推奨される。:168
家庭での正の強化と限度の設定に加えて、多くの親訓練では家庭でのご褒美計画と一致させるために、教師と協力して学校での行動を追跡する。:216:151
訓練は通常は心理療法家が家族に対して実施しており、主に行うのは子供というよりは親であるが、適切なら子供が参加することも可能である。:162
典型的には毎週のセッションを全12回:215、別のプログラムでは毎週で全4回から全24回ということもある。